# Bitwa na Krokusowym Polu
Bitwa na Krokusowym Polu – starcie zbrojne, które miało miejsce w roku 352 p.n.e. pomiędzy Macedończykami i Fokijczykami.
Po porażkach poniesionych w 353 r. p.n.e. Filip II wycofał się z Tesalii, nad którą kontrolę przejął zwycięski wódz fokijski Onomarchos. W następnym jednak roku Filip po zgromadzeniu odpowiednich sił skierował się na Feraj. Tamtejszy tyran Lykofron oczekiwał pomocy od Onomarchosa, który wspierany z morza przez flotę ateńską pod dowództwem Charesa, pomaszerował na północ z 500 jeźdźcami i 20 tysiącami hoplitów. W szerszym planie operacyjnym dążył do opanowania terenów na wschód od Teb Fthiockich (koło dzisiejszego Nea Anchialos), co umożliwiłoby lądowanie sił ateńskich sprzymierzeńców w Zatoce Pagazyjskiej i dołączenie najemnych sił z Feraj. Jednak Filip, prowadząc 3000 jazdy i ponad 20 tys. piechoty (macedońskich i oddanych mu pod dowództwo wojsk Związku Tesalskiego), zdołał zastąpić mu drogę na równinie, zanim Onomarchos połączył się z sojusznikami. 
Skrycie opuszczając Feraj nocą, król macedoński wyszedł na równinę zwaną Krokusowym Polem (stgr. Krokopedion Κροκοπεδίον; dzisiejsza równina Almiros), położoną na południe od ftiockich Teb, gdzie zaskoczył siły Onomarchosa koło wybrzeża. Ateńczycy nie zdążyli wysadzić wojsk, gdy obie armie spotkały się w boju. Przed bitwą Filip rozkazał żołnierzom symbolicznie włożyć wieńce laurowe na znak, że w świętej wojnie służą Apollonowi. Według szacunków, w skład jego armii oprócz tesalskich hoplitów wchodziło 15 tysięcy macedońskich falangitów uzbrojonych w sarisy; Macedończycy stanowili też połowę konnicy.  
Falanga z sarisami powstrzymała natarcie silniejszej liczebnie falangi greckich hoplitów i skutecznie związała ją w boju. Umożliwiło to atak (na flance i od tyłu) tesalsko-macedońskiej kawalerii Filipa, która zwinęła skrzydła obrony nieprzyjaciela i w pościgu zepchnęła je ku morzu. Według relacji Diodora (Biblioteka historyczna XVI, 35), poległo 6 tysięcy żołnierzy Onomarchosa, a 3 tysiące dostało się do niewoli. Zgodnie z zasadami dotyczącymi prowadzenia świętej wojny, wszystkich ich później jako świętokradców zgładzono wieszając lub topiąc (dla przykładu powieszono też zwłoki poległego Onomarchosa). Pozostali szukali ocalenia rzucając się wpław ku zakotwiczonym okrętom ateńskim. 
W następstwie przegranej bitwy skapitulowało Feraj, Związek Tesalski rozprawił się ze swoimi wewnętrznymi wrogami i ogłosił Filipa naczelnym wodzem swych wojsk, a macedoński władca umocnił swą pozycję w północnej Grecji.
Najprawdopodobniej dla upamiętnienia zwycięstwa córce Filipa II nadano imię Tessalonika („Zwycięstwo w Tesalii”).